# Margo Dydek
Małgorzata (Margo) Dydek (* 28. dubna 1974 Varšava, Polsko – 27. května 2011, Brisbane, Austrálie) byla polská basketbalistka, která prošla čtyřmi týmy WNBA. Pracovala také jako trenérka australského týmu Northside Wizards.
S výškou 218 cm byla nejvyšší profesionální basketbalistkou na světě. V roce 2019 byla uvedena do Síně slávy Mezinárodní basketbalové federace.

## Kariéra ve WNBA
- 1998–2002	Utah Starzz
- 2003–2004	San Antonio Silver Stars
- 2005–2007	Connecticut Sun
- 2008	Los Angeles Sparks

## Osobní život
Margo Dydek byla vdaná, měla dva syny, Davida (* 2008) a Alexe (* 2010).
Dne 19. května 2011, v rané fázi svého třetího těhotenství, utrpěla těžký infarkt a byla uvedena do kómatu. O osm dní později zemřela, bylo jí 37 let.